# La Scarzuola
La Scarzuola est un ensemble architectural en Ombrie, situé au hameau rural (frazione) de Montegiove (it) sur la commune de Montegabbione en Province de Terni. Son emplacement est celui d'un couvent du XIIIe siècle dédié Saint François d'Assise et partiellement abandonné au XIXe siècle. En 1957, l'architecte milanais Tomaso Buzzi (it) (1900 - 1981) acquiert l'ensemble à partir duquel il construit sa « ville-théâtre » , interprétation personnelle de la cité idéale, un complexe architectural composé des vestiges restaurés de l'ancien couvent et d'un ensemble créé de toutes pièces et mêlant de nombreux styles et évocations, en grande partie réalisé à partir des pierres des ruines de l'ancien couvent.

## Histoire
Le site est pour la première fois mentionné dans une chronique de 1218 qui le décrit comme le lieu où une fontaine jaillit miraculeusement à l'endroit où saint François d'Assise s'était construit un abri en scarza, une plante des marais, à l'origine du nom du site, à l'endroit où il avait planté un rosier et un laurier. Pour le commémorer, les comtes de Marsciano (it) fondent en ce lieu une église puis un couvent confié aux franciscains qui l'occupent jusqu'à la fin du XVIIIe siècle lorsque les marquis Misciatelli d'Orvieto prennent possession des lieux. Le couvent fait l'objet de rénovations et remaniements importants au XVIe siècle. De 1243 et pendant six siècles, le site est le lieu d'inhumation privilégié des Comtes et de leurs épouses. Après l'inhumation du comte Francesco di Marsciano en 1820, le couvent est partiellement abandonné puis tombe progressivement en ruine durant le XIXe siècle  et la première moitié du XXe siècle. Tomaso Buzzi, brillant architecte et décorateur milanais mondain et renommé est séduit par ce site en partie ruiné et l'achète en 1957. Il passe le reste de sa vie à la rénovation des restes du couvent et à la construction d'un large ensemble architectural composés de bâtiments et de sept amphithéâtres de diverses tailles - métaphores métaphysiques et surréalistes du théâtre de la vie selon lui - en réutilisant très largement les pierres des parties ruinées de l'ancien couvent. Buzzi construit également de nombreuses statues et structures, notamment une évocation de la Tour de Babel pour représenter les différents âges de la Vie et la Vanité  et il reprend de nombreux symboles alchimiques, ésotériques, eschatologiques et maçonniques.
La partie la plus spectaculaire du site est une sorte de cité miniature et condensée qui reproduit des évocations d'architectures de tous styles, de l'Antiquité à la Renaissance, telles que le Temple de Vesta, la Pyramide de Khéops, le Parthénon, la Tour des Vents, mais aussi l'Arc de triomphe et la Tour de l'horloge (it) à Mantoue.
Buzzi meure en 1981 après avoir consacré plus de vingt années de sa vie à son projet existentiel qui demeure dans un état d'abandon et d'inachèvement en partie volontaire, et que poursuit Marco Solari, son neveu.
Aujourd'hui (2022), La Scarzuola est un lieu touristique privé dont l'accès est payant.
Le caractère surréaliste du site a inspiré Gucci qui l'a utilisé en 2020 pour une campagne de communication autour de la floraison.

## Galerie

Vues de La Scarzuola
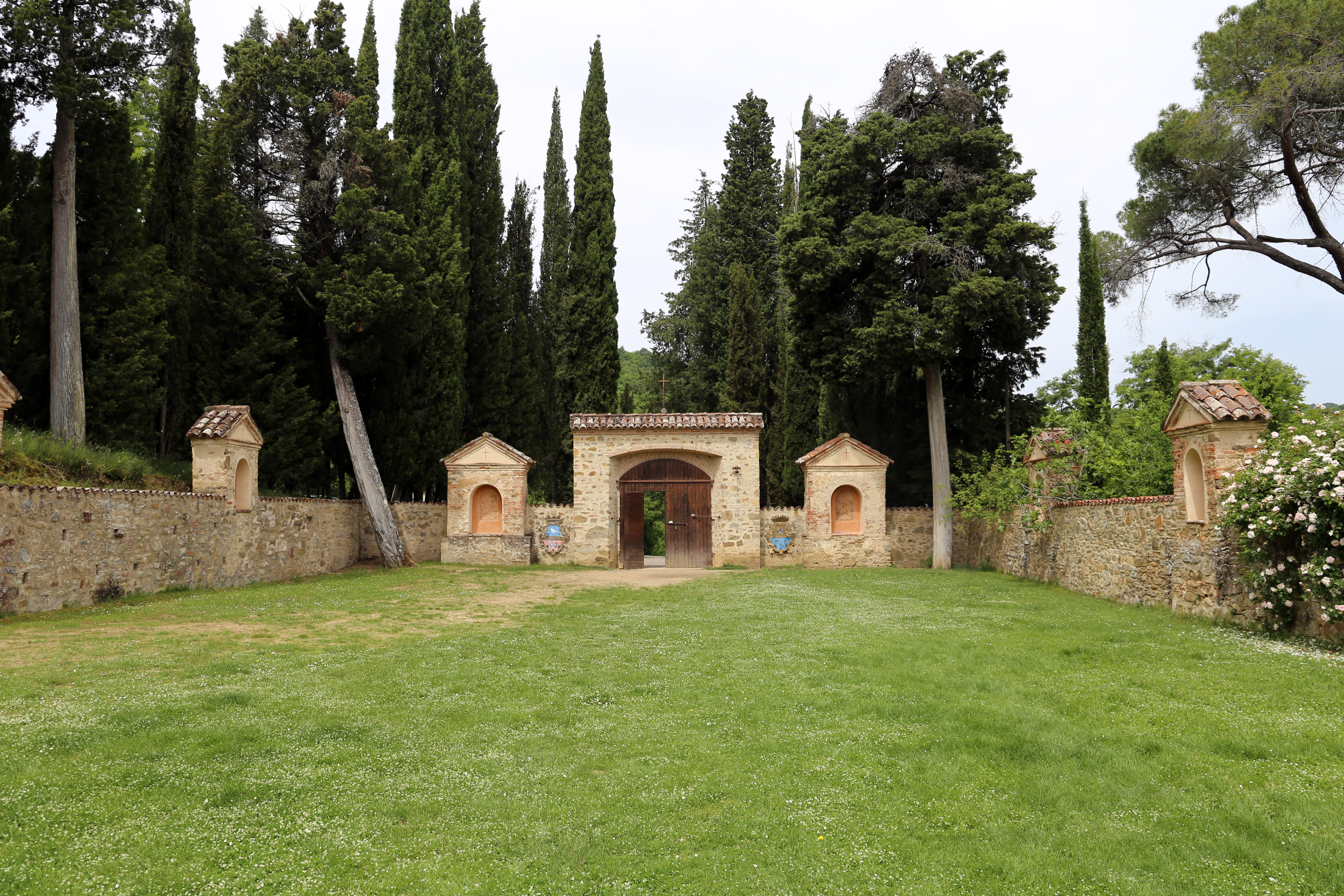
Entrée de l'ancien couvent, 8 juin 2019.
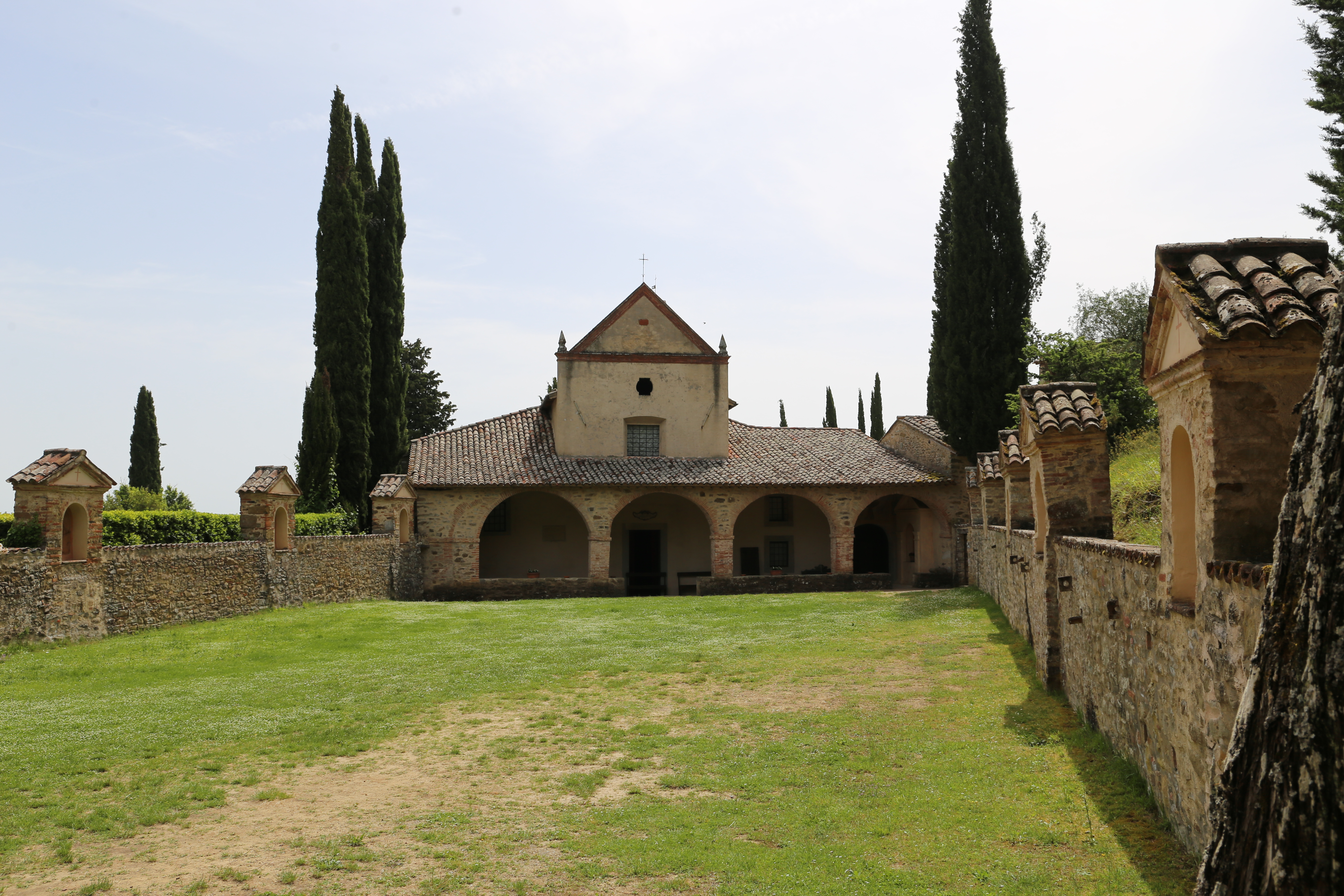
L'ancien couvent, 8 juin 2019.
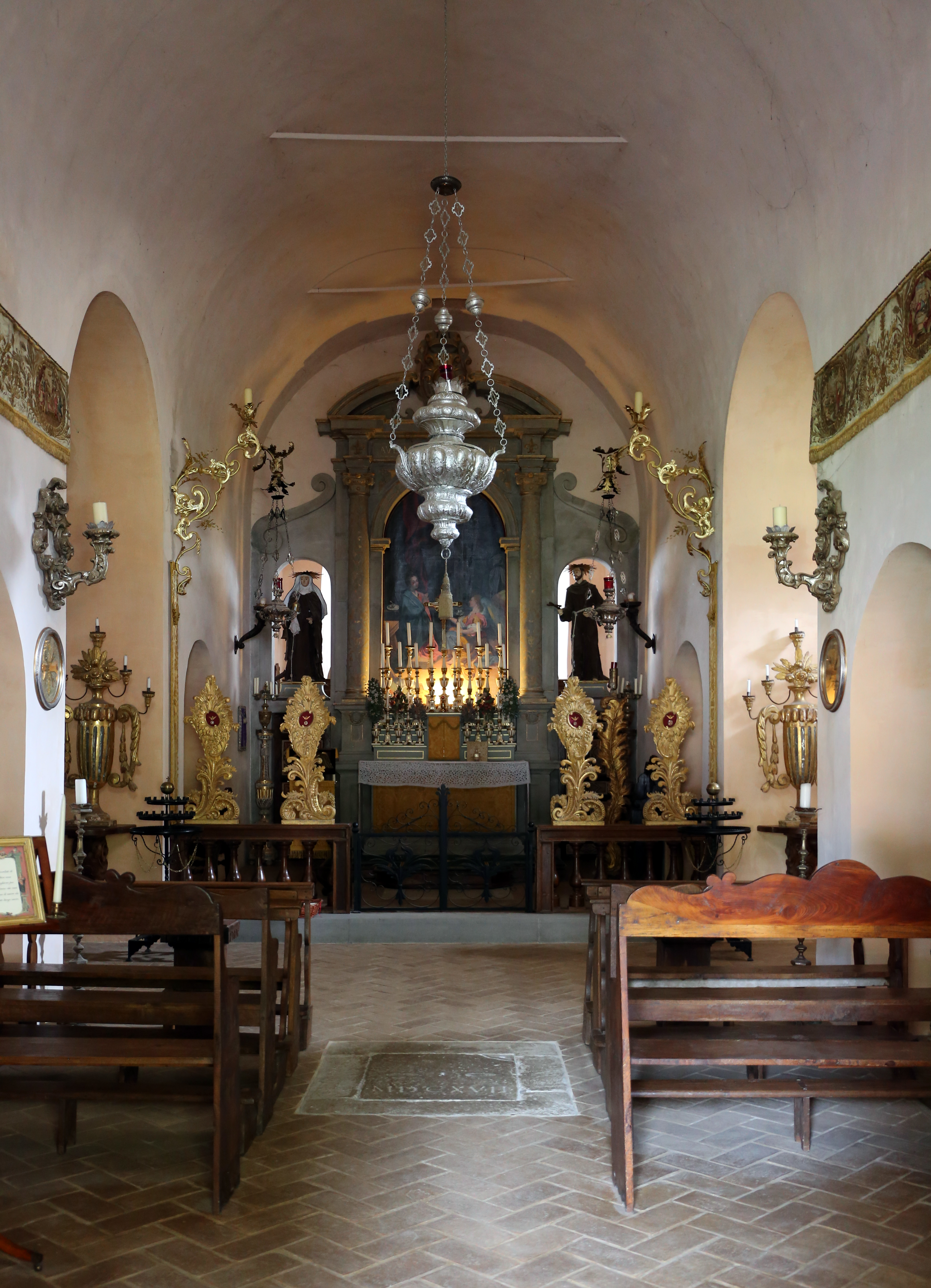
Intérieur de l'église de l'ancien couvent, 8 juin 2019.
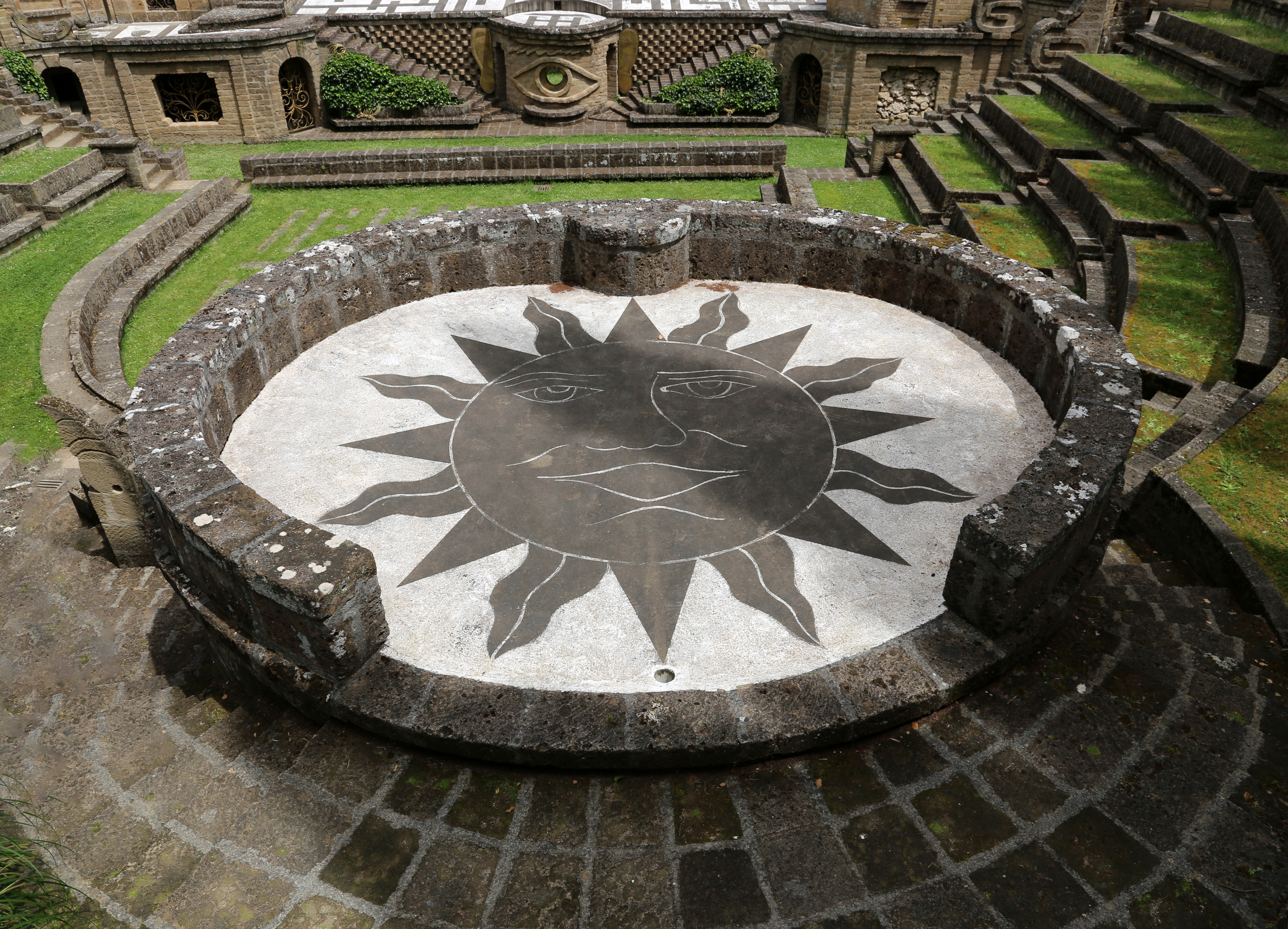
Teatrum Mundi, détail, 8 juin 2019.
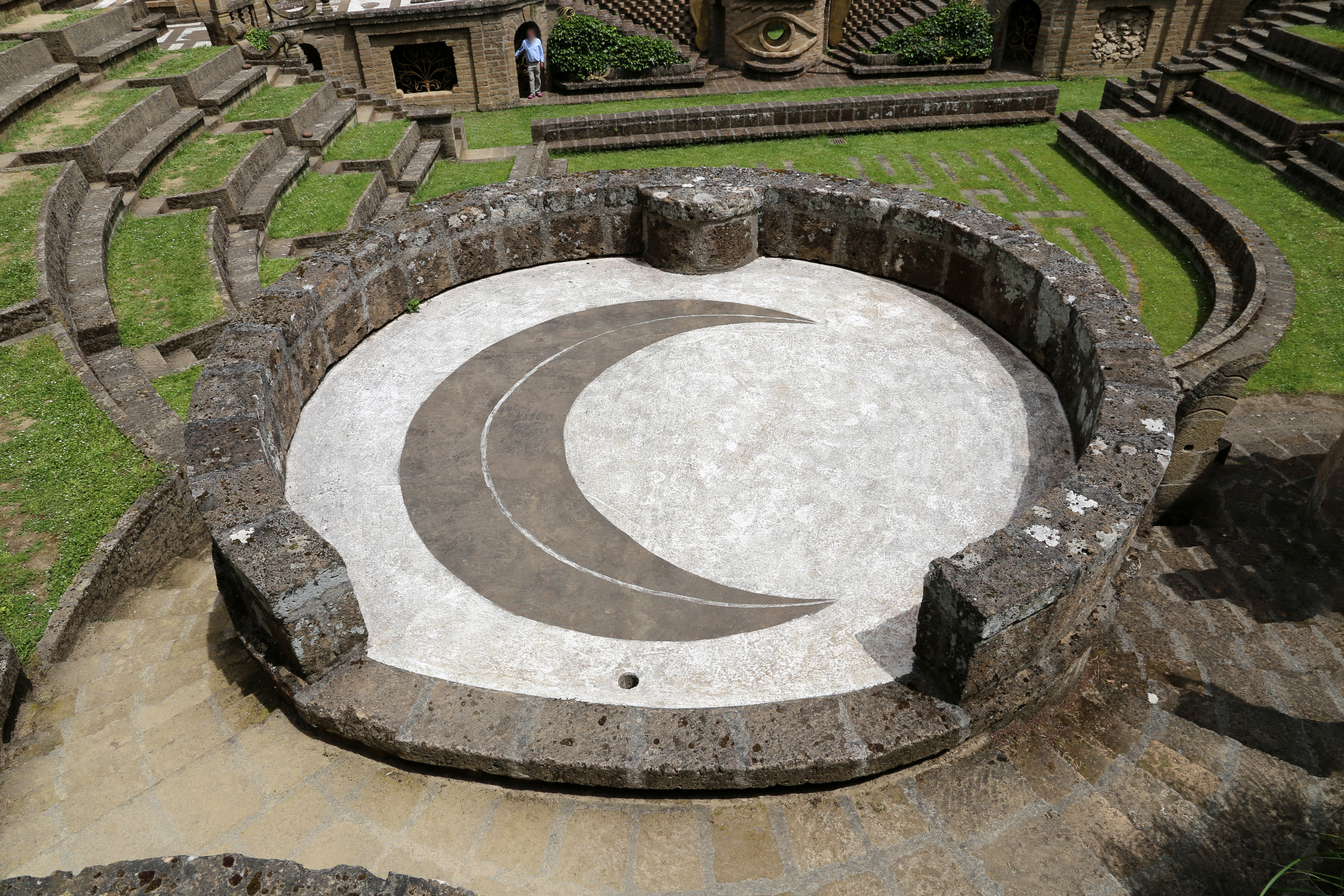
Teatrum Mundi, détail, 8 juin 2019.
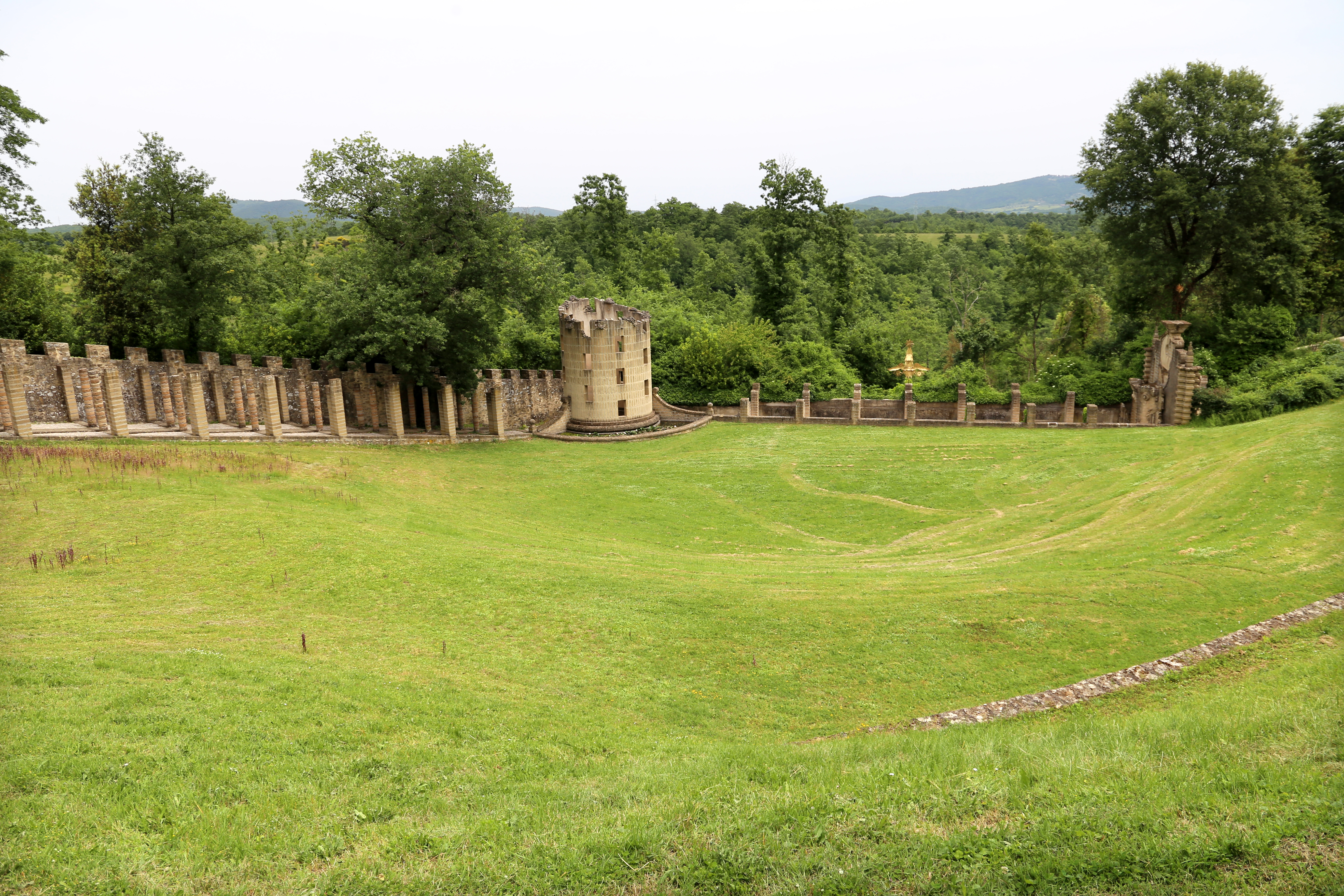
Théâtre de verdure, au Nord du site, 8 juin 2019.